# Orizuru

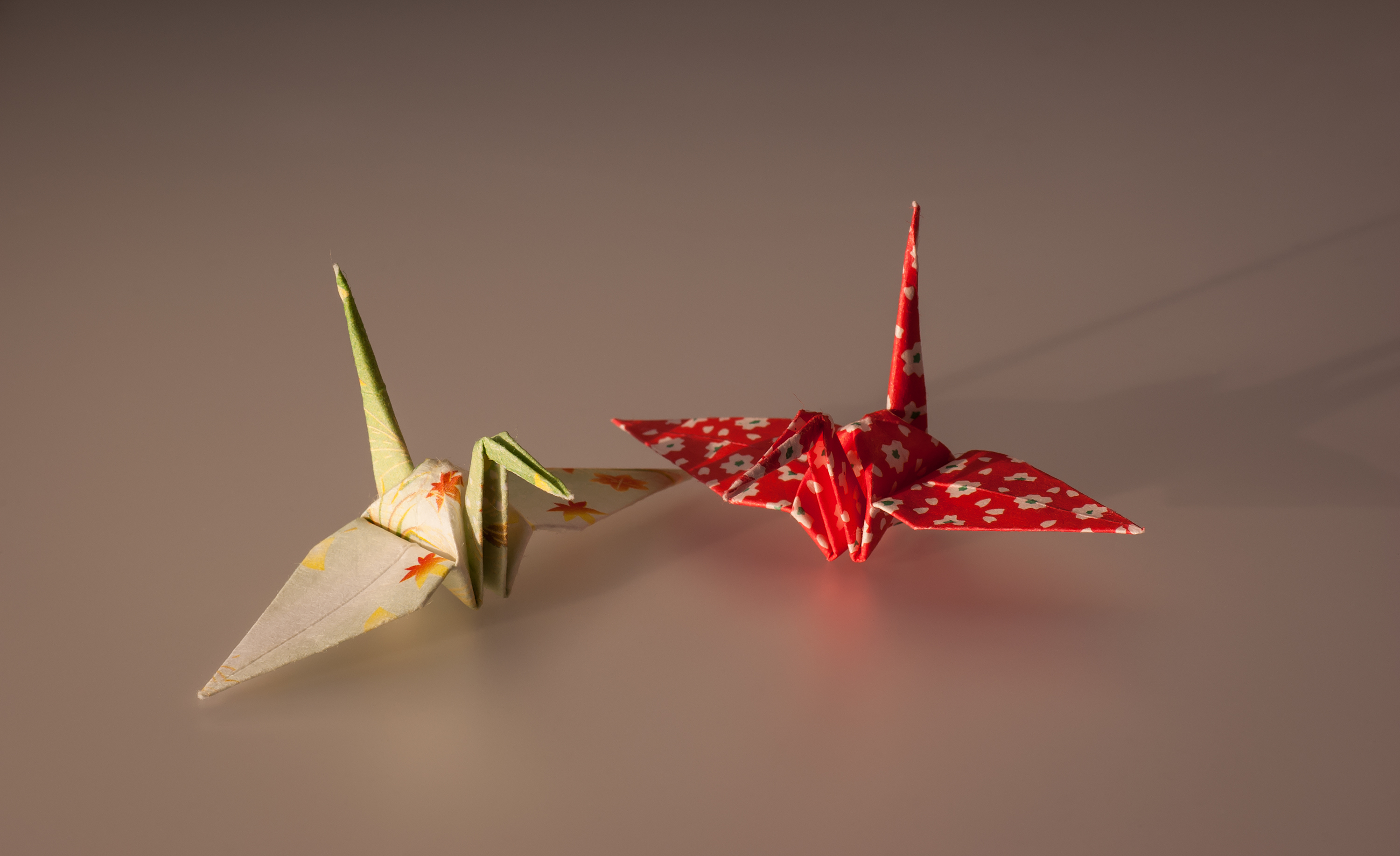
Dos orizuru.

Orizuru (折鶴) (ori- "plegat", tsuru " grua), o grua de paper, és un dels dissenys clàssics de l'origami japonès. Representa una grua japonesa, au que té un significat especial dins la cultura japonesa. Sovint és utilitzada com a motiu de decoració de tovallons i taules en restaurants. Un orizuru format per un conjunt de mil d'elles enfilades se l'anomena senbazuru (千羽鶴), que significa "mil grues".
En aquest gràfic es donen les instruccions per realitzar l'orizuru:

El plegat de l'orizuru, utilitzant el sistema de notació Yoshizawa–Randlett.